# Moj svet
A Moj svet (magyarul: Az én világom) a S vremena na vreme együttes 1977-ben megjelent válogatáslemeze, amelyet az RTB adott ki. Katalógusszáma: LP 55-5328. A lemez az együttes 1973 és 1977 közötti számait tartalmazza. A kiadvány kinyitható borítós, melyen belül a dalszövegek is megtalálhatóak.

## Az album dalai

### A oldal
1. Put putuje karavan (4:09)
2. Kao vreme ispred nas (3:33)
3. Čudno drvo (3:27)
4. Tavna noć (3:21)
5. Sunčana strana ulice (2:23)
6. Jana (2:11)

### B oldal
1. Dixie Band (3:29)
2. Odisej (2:36)
3. I kad budem stariji (3:59)
4. Traži mene (2:47)
5. Tema Classica	(4:36)
6. Moj svet (3:52)